# Halsbandsjakobin
Halsbandsjakobin (Florisuga mellivora) är en fågel i familjen kolibrier.

## Utseende
Halsbandsjakobinen är en stor och praktfull kolibri. Hanen har djupblått huvud, grön ovansida, vit undersida och mestadels vit stjärt. Det vita halsbandet som gett arten dess namn kan vara svårt att se. Vissa honor ser ut som hanen, medan andra är helt annorlunda, med mörkt fläckad undersida och mestadels grön stjärt med vit spets.

## Utbredning och systematik
Halsbandsjakobinen har en mycket vid utbredning från södra Mexiko till Bolivia och Brasilien. Den delas in i två underarter med följande utbredning:
- Florisuga mellivora mellivora – förekommer från tropiska södra Mexiko till norra Bolivia och Amazonområdet i Brasilien, samt på Trinidad.
- Florisuga mellivora flabellifera – förekommer på Tobago.

## Levnadssätt
Halsbandsjakobinen hittas i fuktiga tropiska lågländer. Där föredrar den skogsbryn, öppningar med spridda träd och blommande buskar samt trädgårdar. Den födosöker på alla nivåer, ofta i trädkronorna, då den ryttlar med stjärten rest.

## Status och hot
Arten har ett stort utbredningsområde, men tros minska i antal, dock inte tillräckligt kraftigt för att den ska betraktas som hotad. Internationella naturvårdsunionen IUCN listar arten som livskraftig (LC). Beståndet uppskattas till i storleksordningen fem till 50 miljoner vuxna individer.

## Bilder

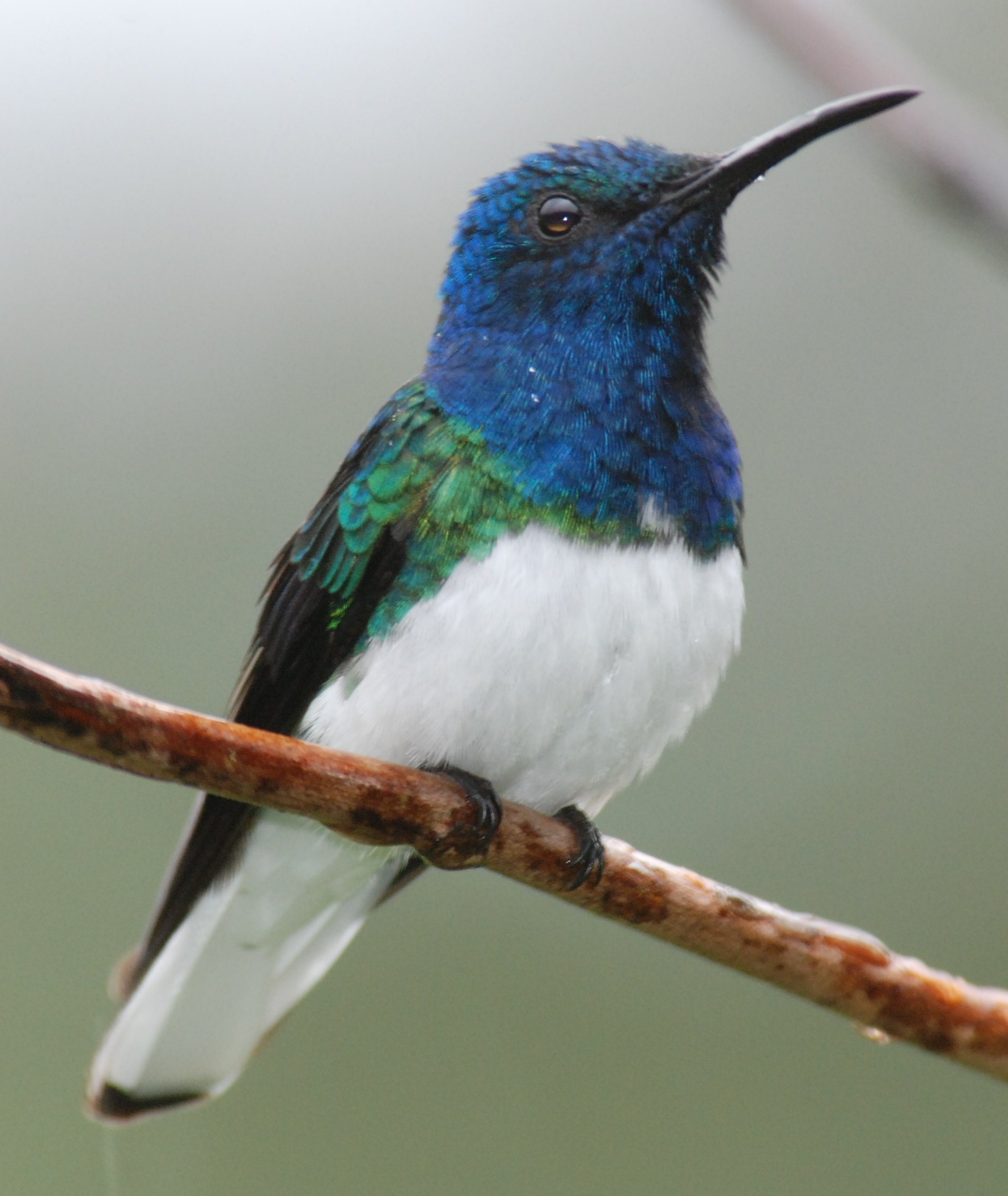
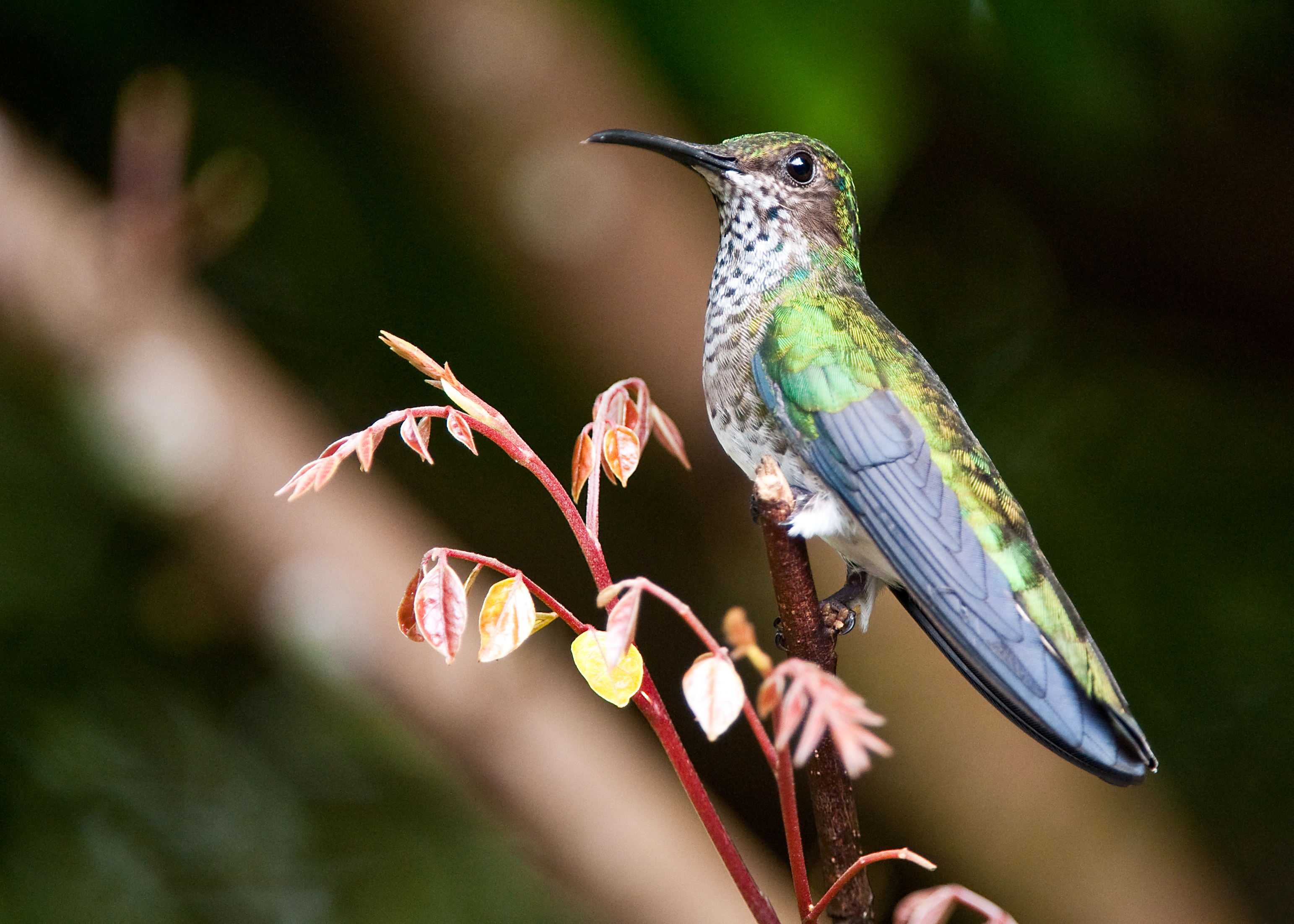
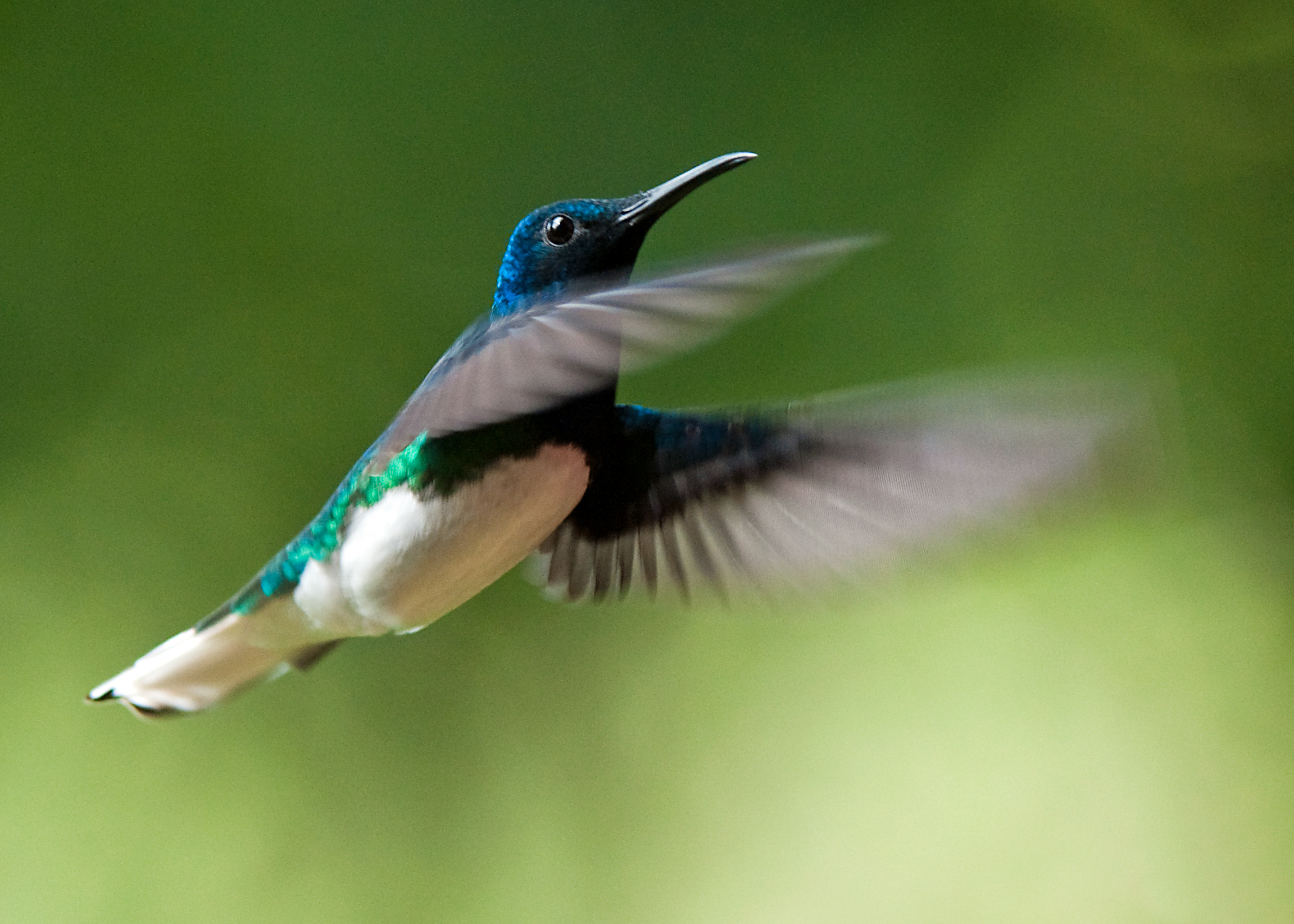
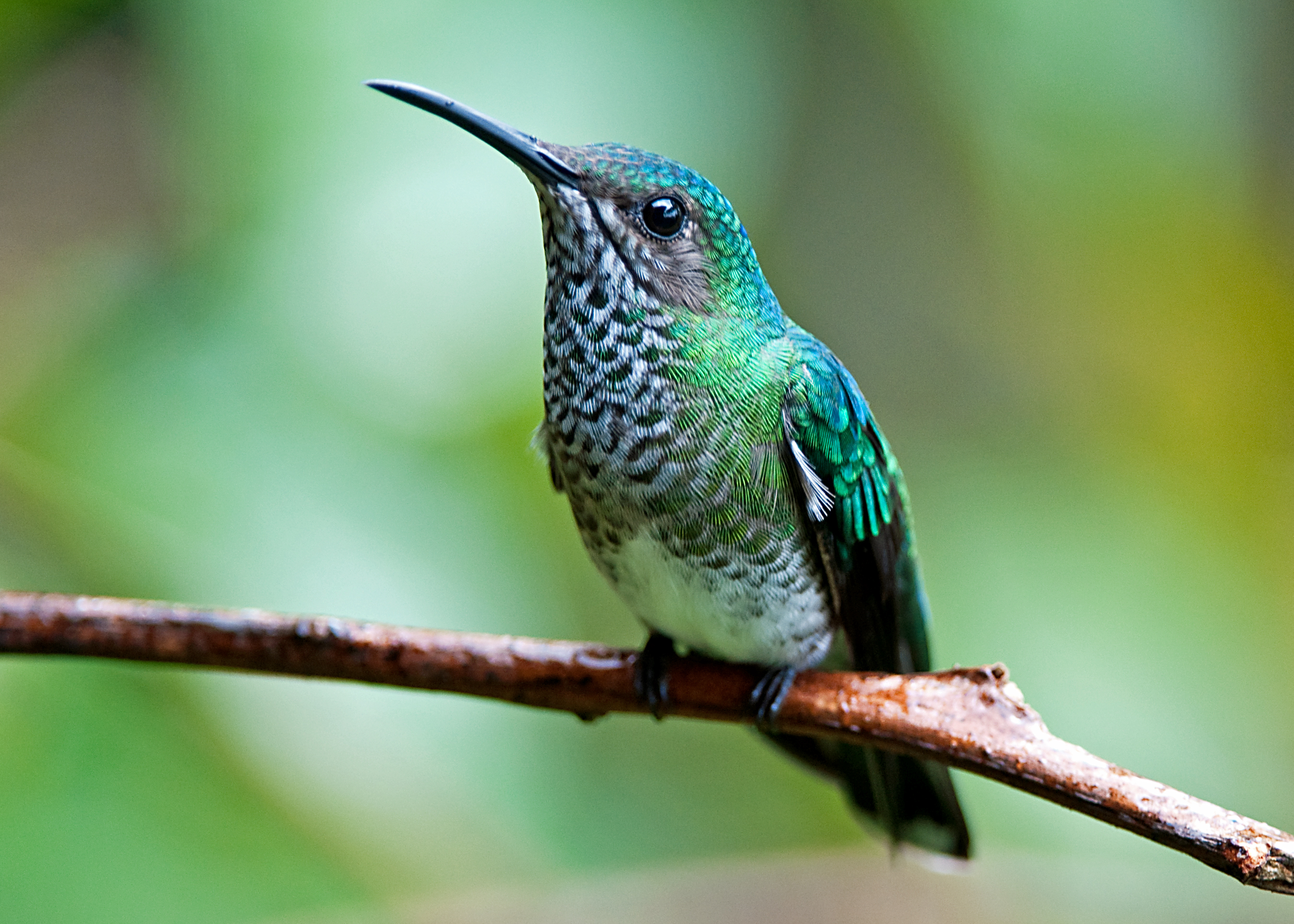
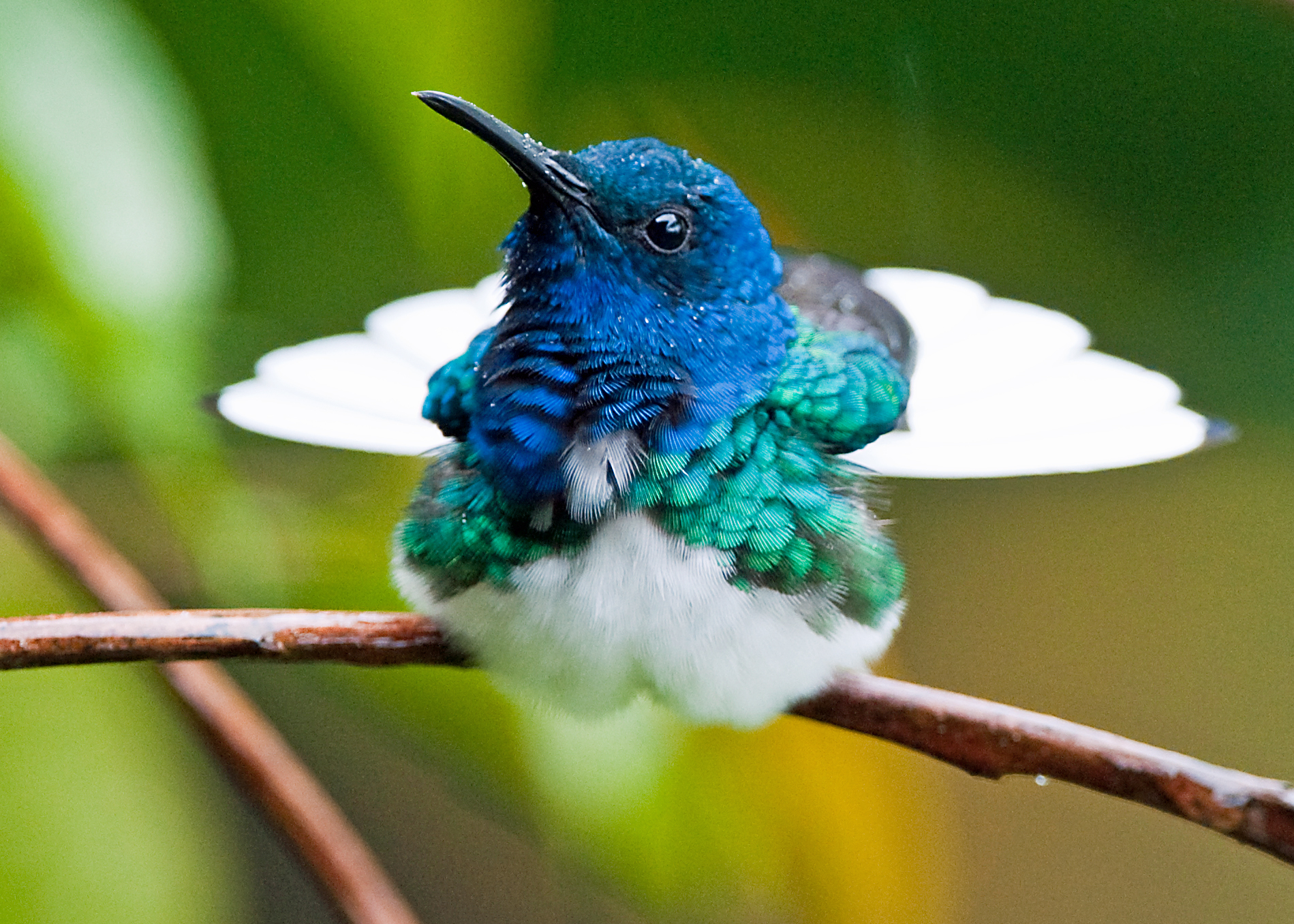
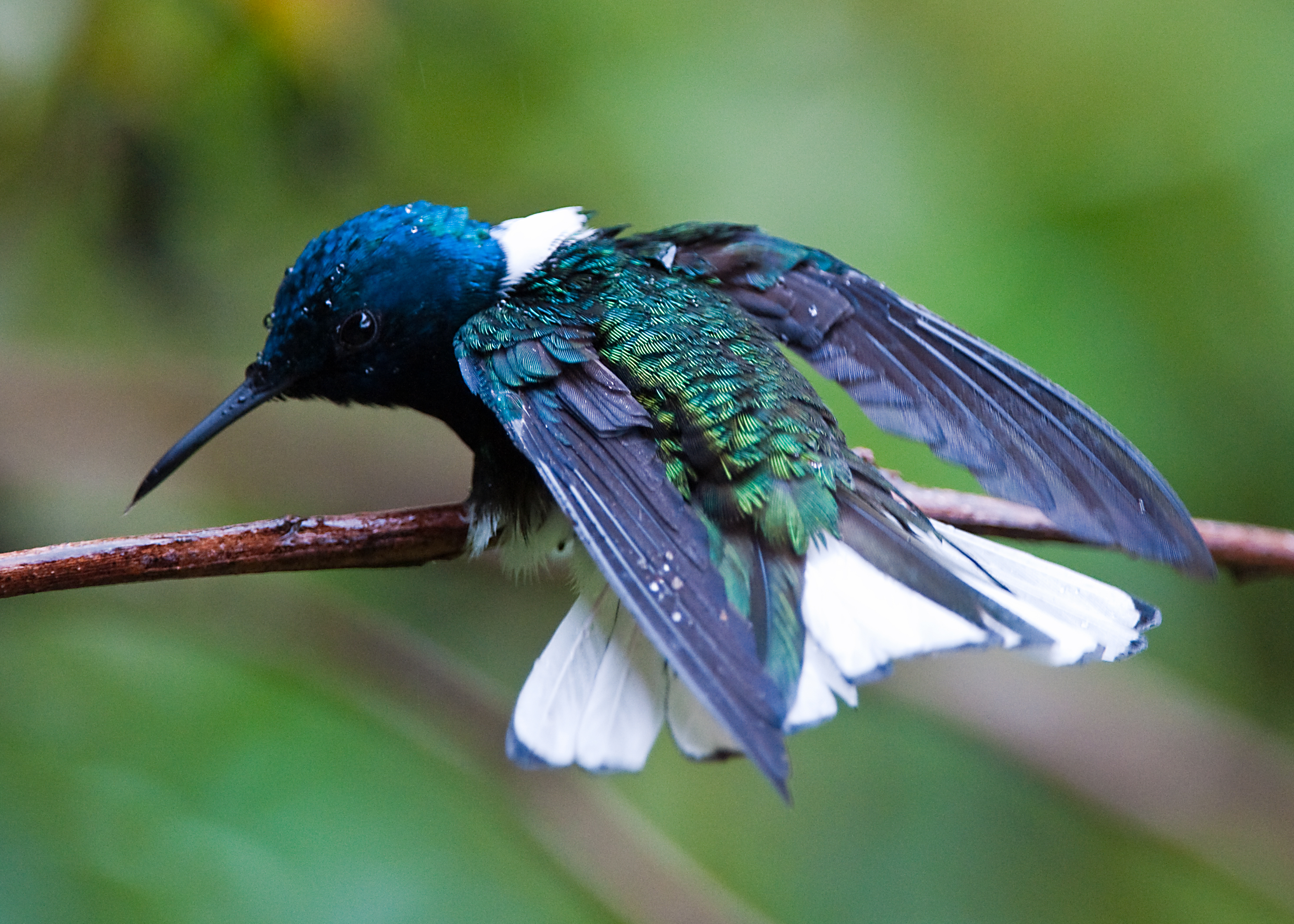
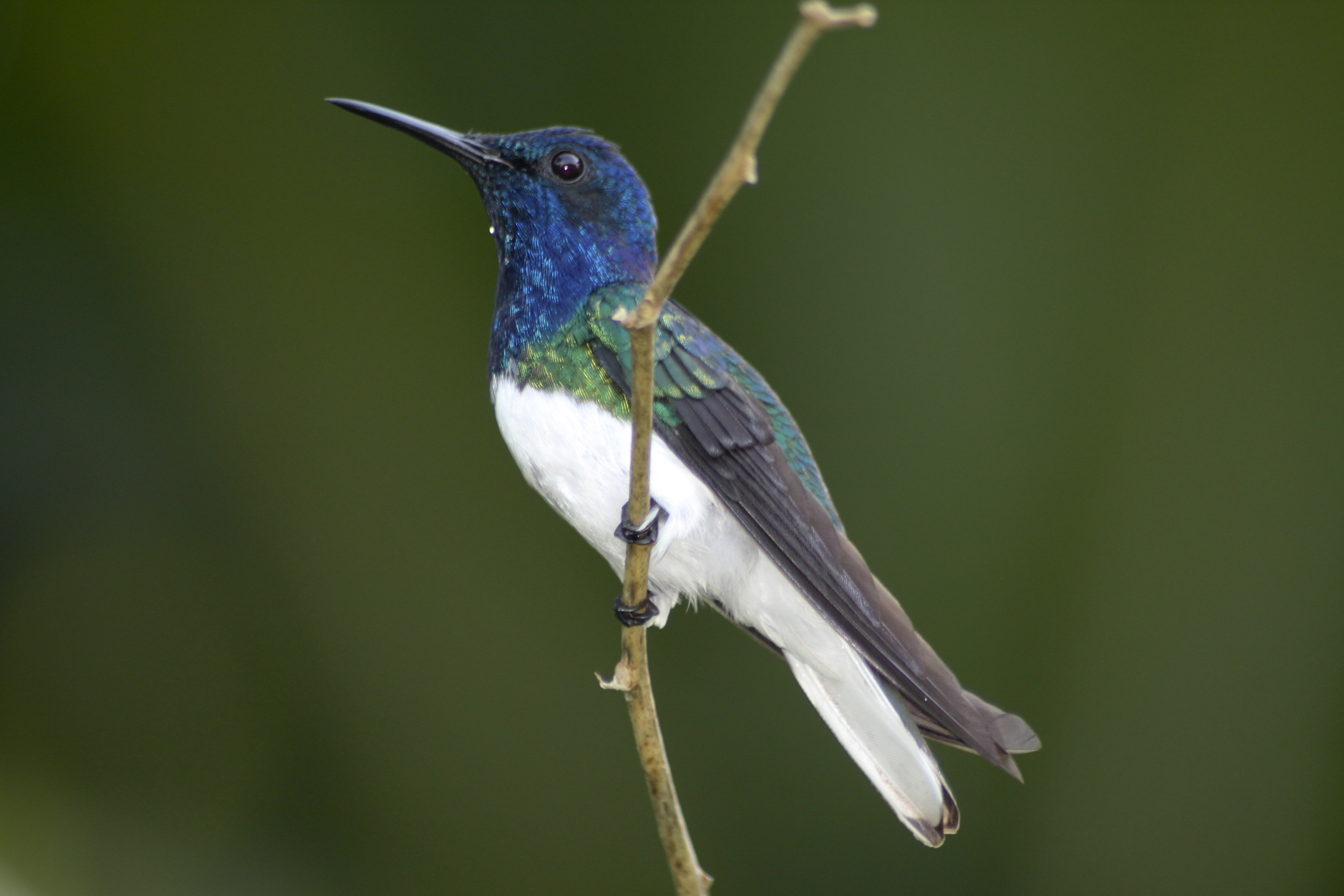